# Coudes
Coudes ist eine französische Gemeinde mit 1.241 Einwohnern (Stand: 1. Januar 2022) im Département Puy-de-Dôme in der Region Auvergne-Rhône-Alpes. Sie gehört zum Arrondissement Issoire und zum Kanton Vic-le-Comte (bis 2015: Kanton Issoire). Die Einwohner werden Coudois genannt.

## Lage
Coudes liegt etwa 20 Kilometer südsüdöstlich von Clermont-Ferrand am Allier, der die Gemeinde im Osten begrenzt und in den hier der Couze Chambon mündet, in der Limagne. Umgeben wird Coudes von den Nachbargemeinden Montpeyroux im Norden, Parent im Nordosten, Yronde-et-Buron im Osten, Sauvagnat-Sainte-Marthe im Süden, Neschers im Südwesten sowie Plauzat im Westen und Nordwesten.
Die Autoroute A75 durchquert die Gemeinde.

## Bevölkerungsentwicklung
| Jahr                       | 1962 | 1968 | 1975 | 1982 | 1990 | 1999 | 2006 | 2013 |
| Einwohner                  | 765  | 768  | 760  | 762  | 767  | 865  | 1079 | 1180 |
| Quellen: Cassini und INSEE |      |      |      |      |      |      |      |      |

## Sehenswürdigkeiten
- Kirche Saint-André
- Brücke über den Couze Chambron aus dem 14. Jahrhundert

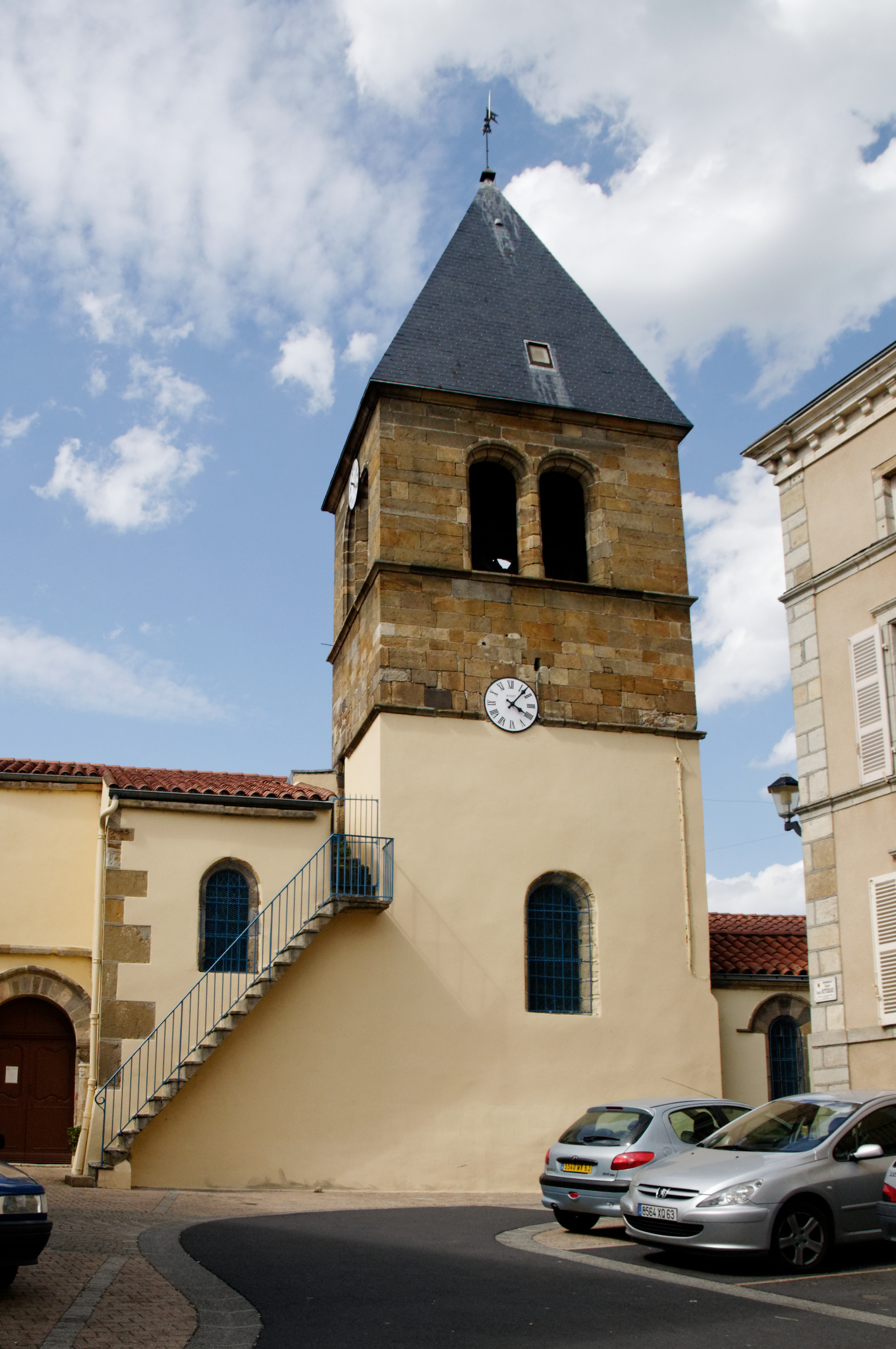
Kirche Saint-André
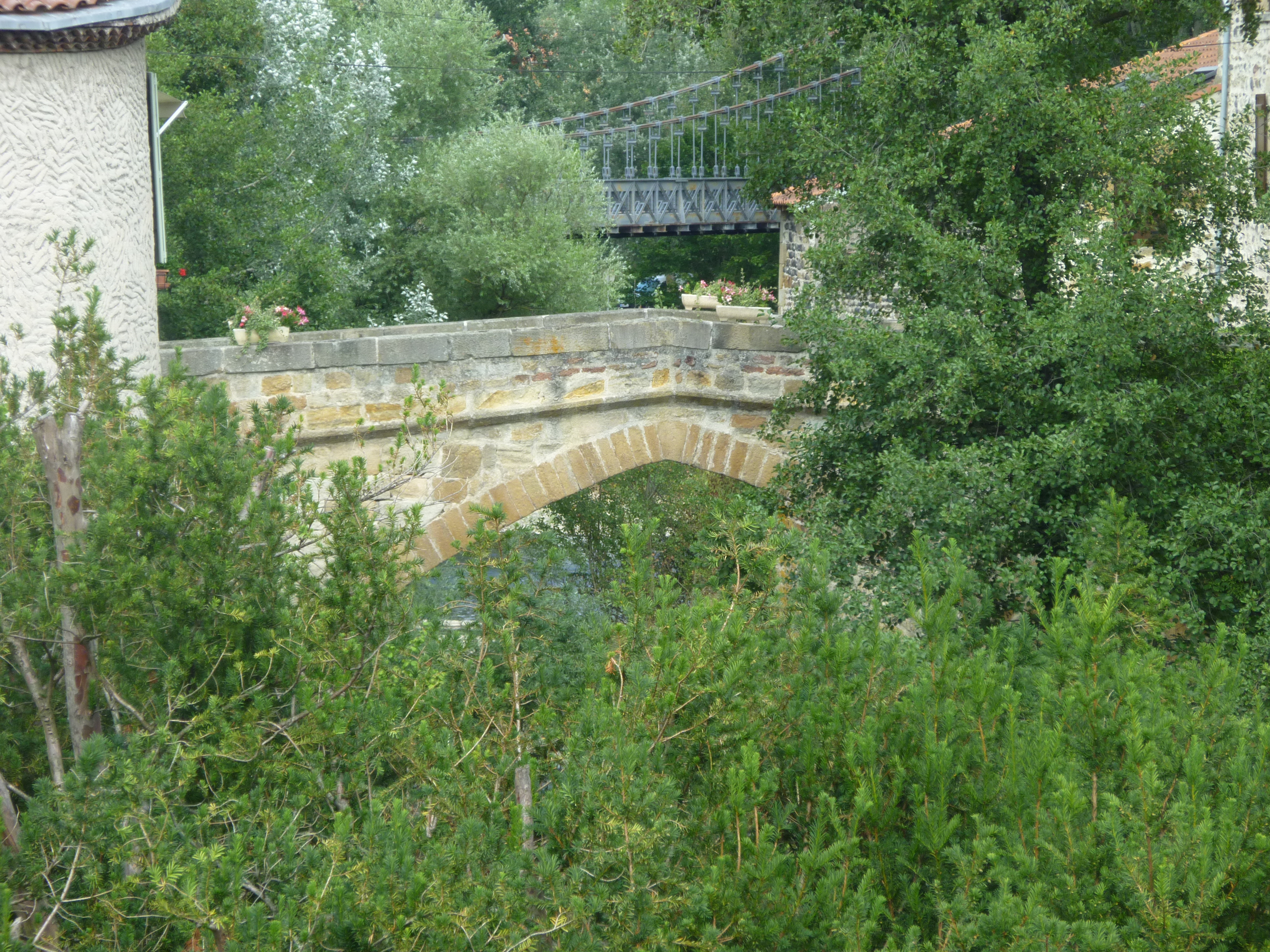
Brücke über den Couze Chambron